# Fernand Bauduin
Pour les articles homonymes, voir Bauduin.
Fernand Bauduin, né le 30 septembre 1894 à Sedan et mort le 31 juillet 1951 à Issy-les-Moulineaux, est un athlète français spécialiste du 800 mètres.

## Carrière
Fernand Louis Bauduin est le fils de Célestin Emile Alexis Bauduin et Augustine Héloïse Laverne, raccommodeuse de draps.
Aux Jeux olympiques d'été de 1920 à Anvers, il termine cinquième de la demi-finale du 800 mètres. Il est sacré champion de France du 800 mètres en 1922. 
Il participe à 12 compétitions internationales
Son record personnel sur la distance est de 1 min 57 s 4.
Il épouse en 1949, à Issy-les-Moulineaux Solange Andrée Lucienne Brédanne.
Il est mort à l'âge de 56 ans.